# Bugatti Type 50
Pour les articles homonymes, voir Bugatti (homonymie) et 50.
 (avril 2023).
Si vous disposez d'ouvrages ou d'articles de référence ou si vous connaissez des sites web de qualité traitant du thème abordé ici, merci de compléter l'article en donnant les références utiles à sa vérifiabilité et en les liant à la section « Notes et références ».
La Bugatti Type 50  est une voiture de sport du constructeur automobile Bugatti, conçues par Ettore Bugatti et Jean Bugatti (père & fils), variante routière des Bugatti Type 51 de Grand Prix automobile, produite à 65 exemplaires de 1931 à 1933.

## Histoire
Après avoir régné sur le monde des voitures de sport de grosses cylindrées des années 1920, avec ses moteurs monobloc (en) emblématiques 8 cylindres en ligne 24 soupapes à arbre à cames en tête (ACT), Ettore Bugatti améliore son moteur avec son fils Jean Bugatti, avec un double arbre à cames en tête (DACT) 16 soupapes suralimenté à compresseur Roots et double carburateur Zénith,,,,.

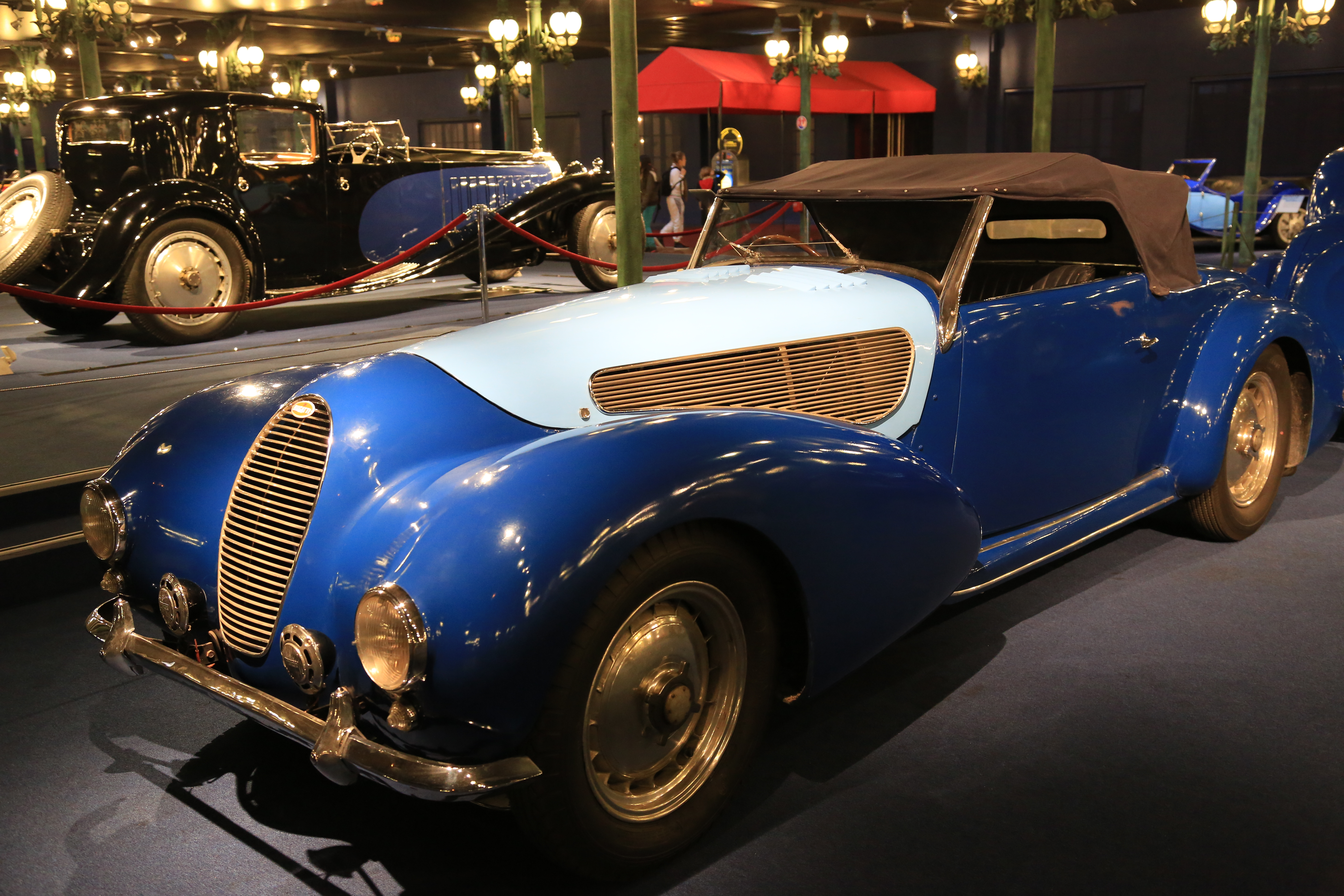
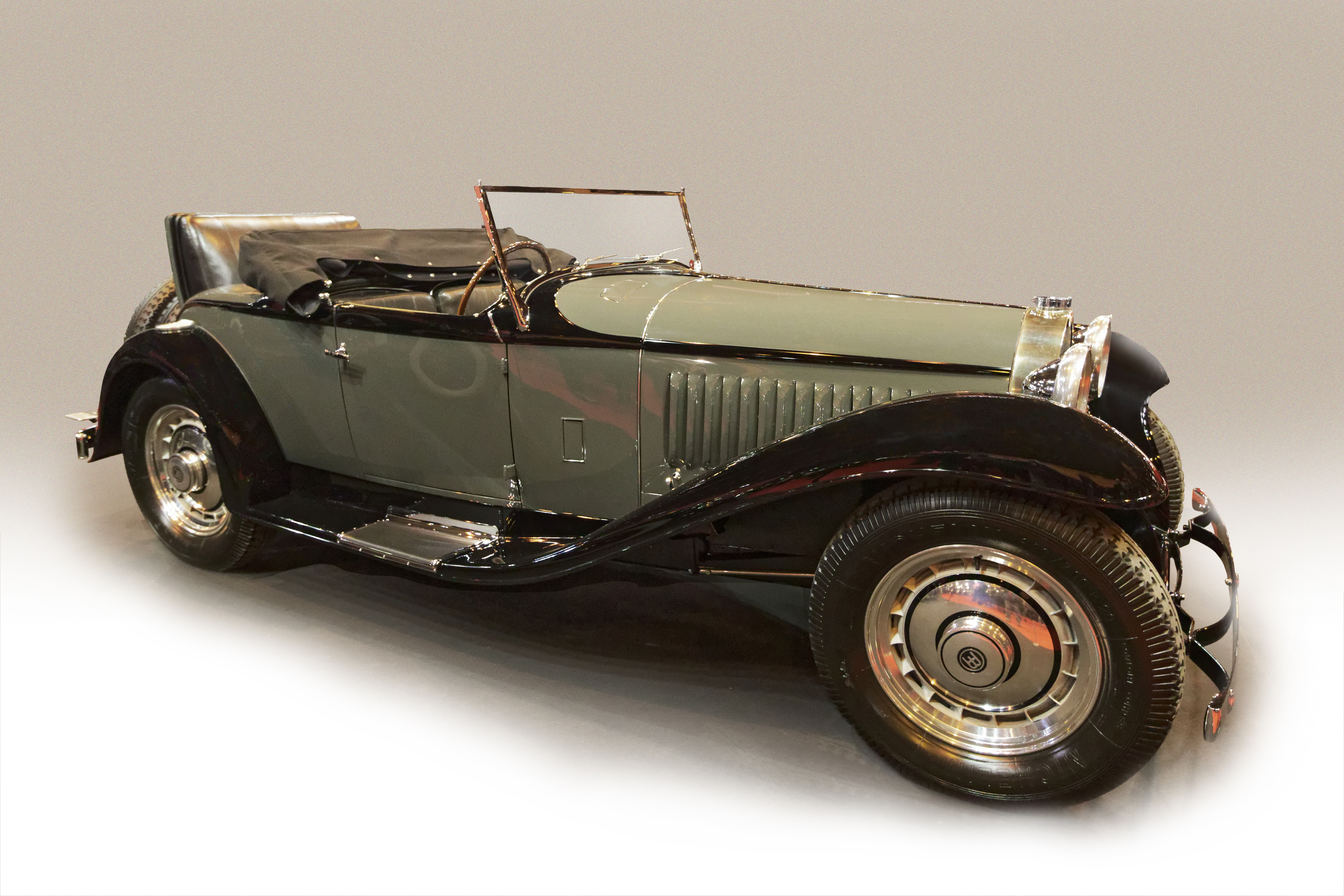
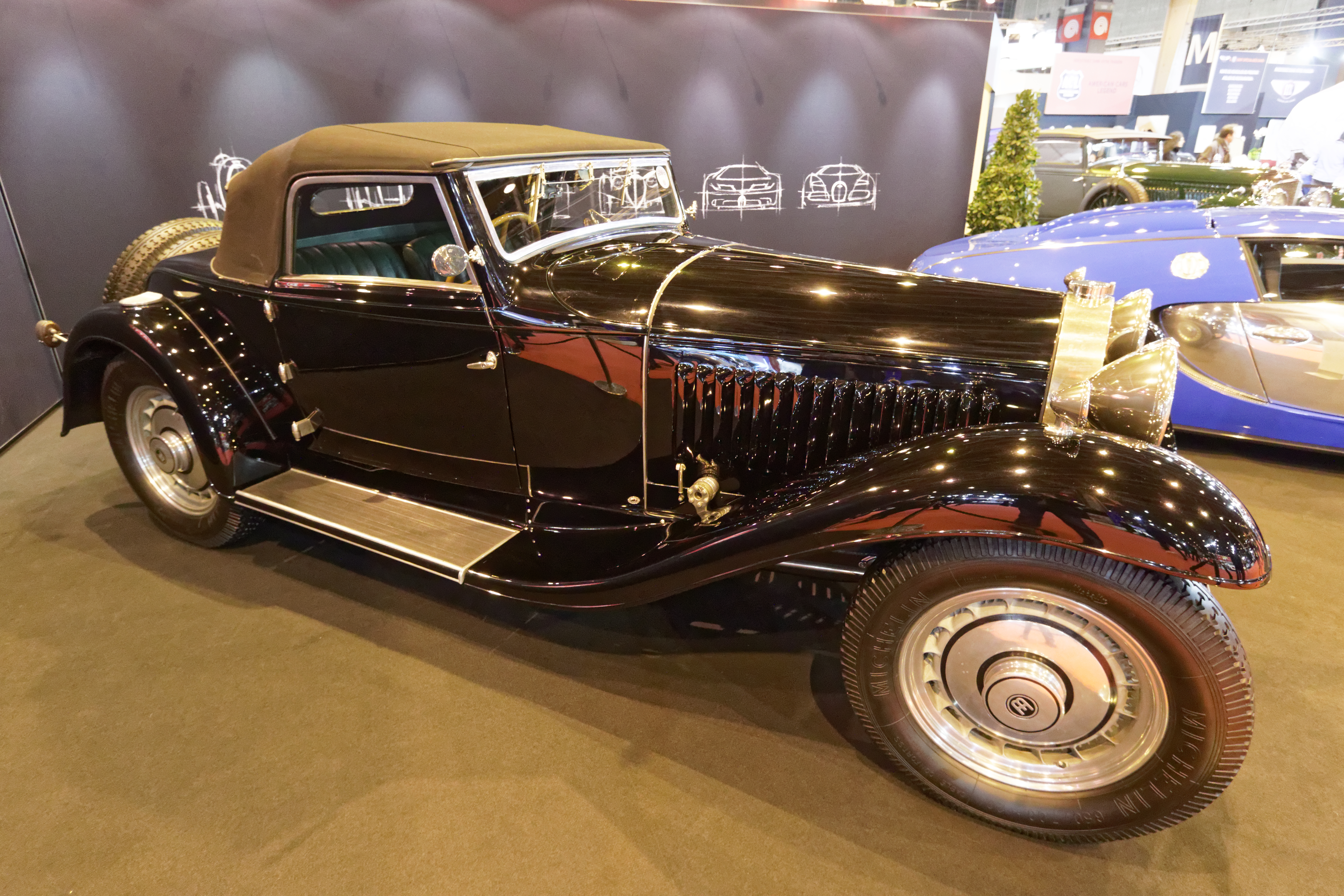

Ce nouveau moteur de 1931 motorise les Bugatti Type 51 de Grand Prix automobile et cette variante routière Type 50 (et modèles suivants Type 53, 54, 55, 57, 59, 64, 101,...).

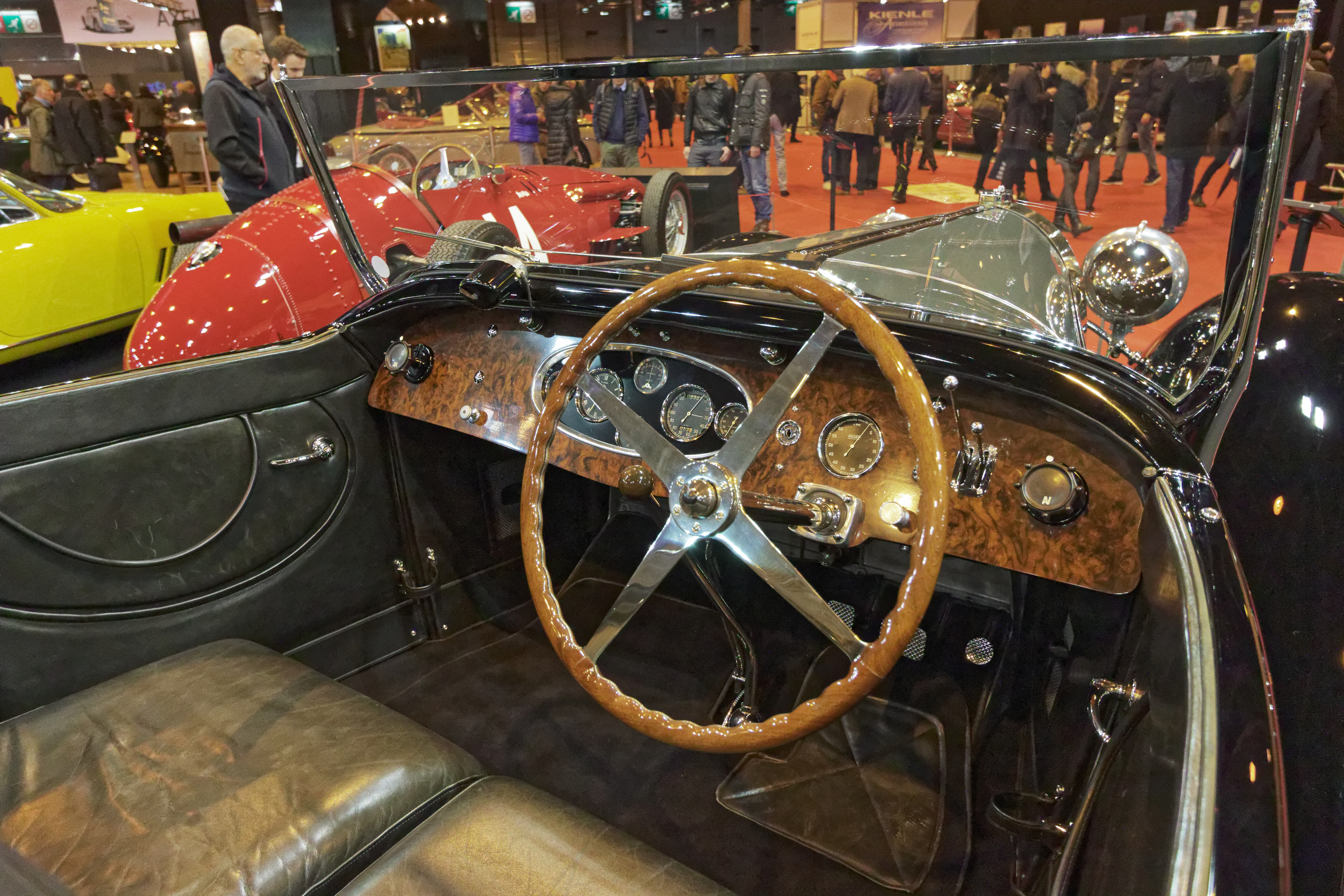
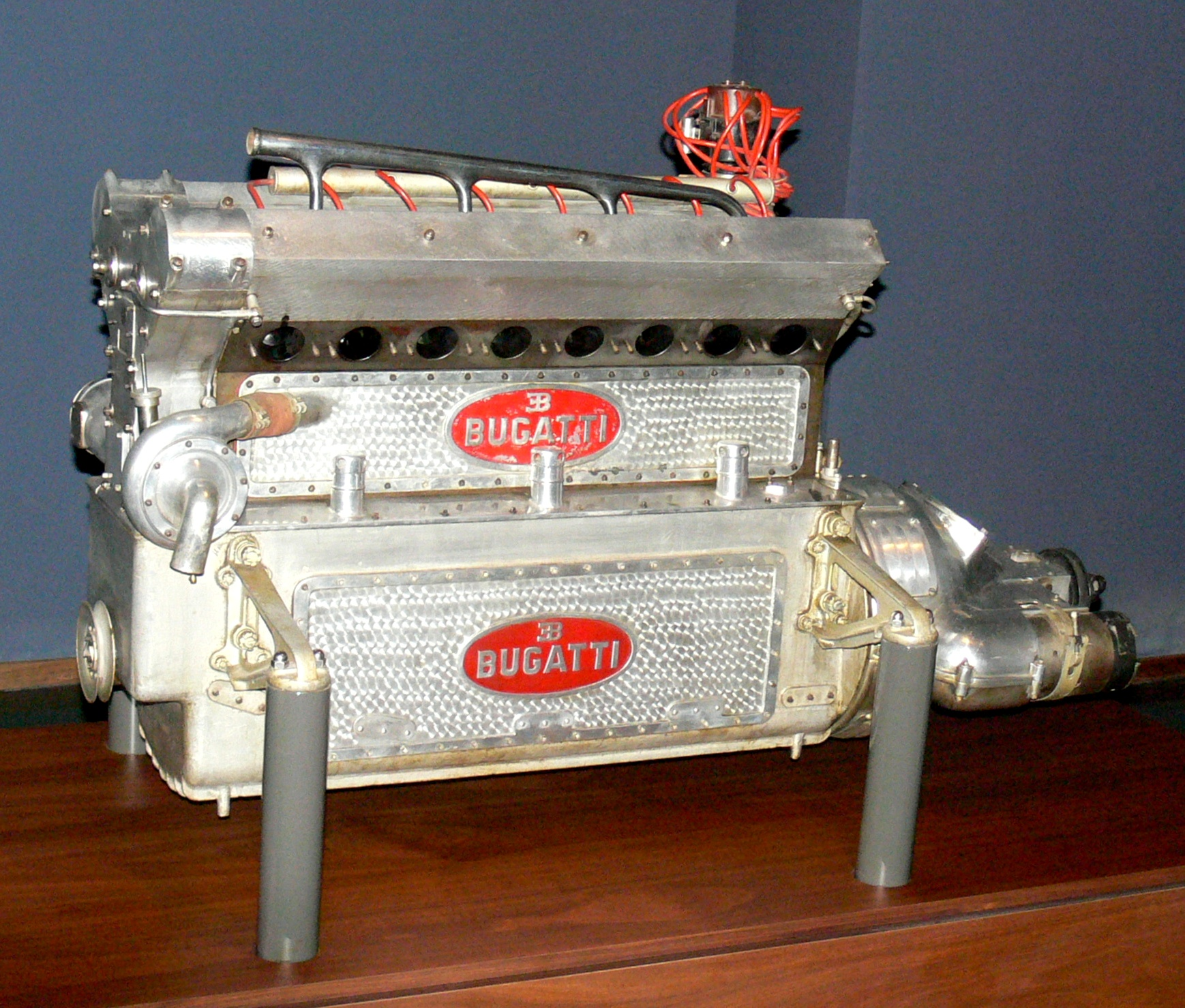
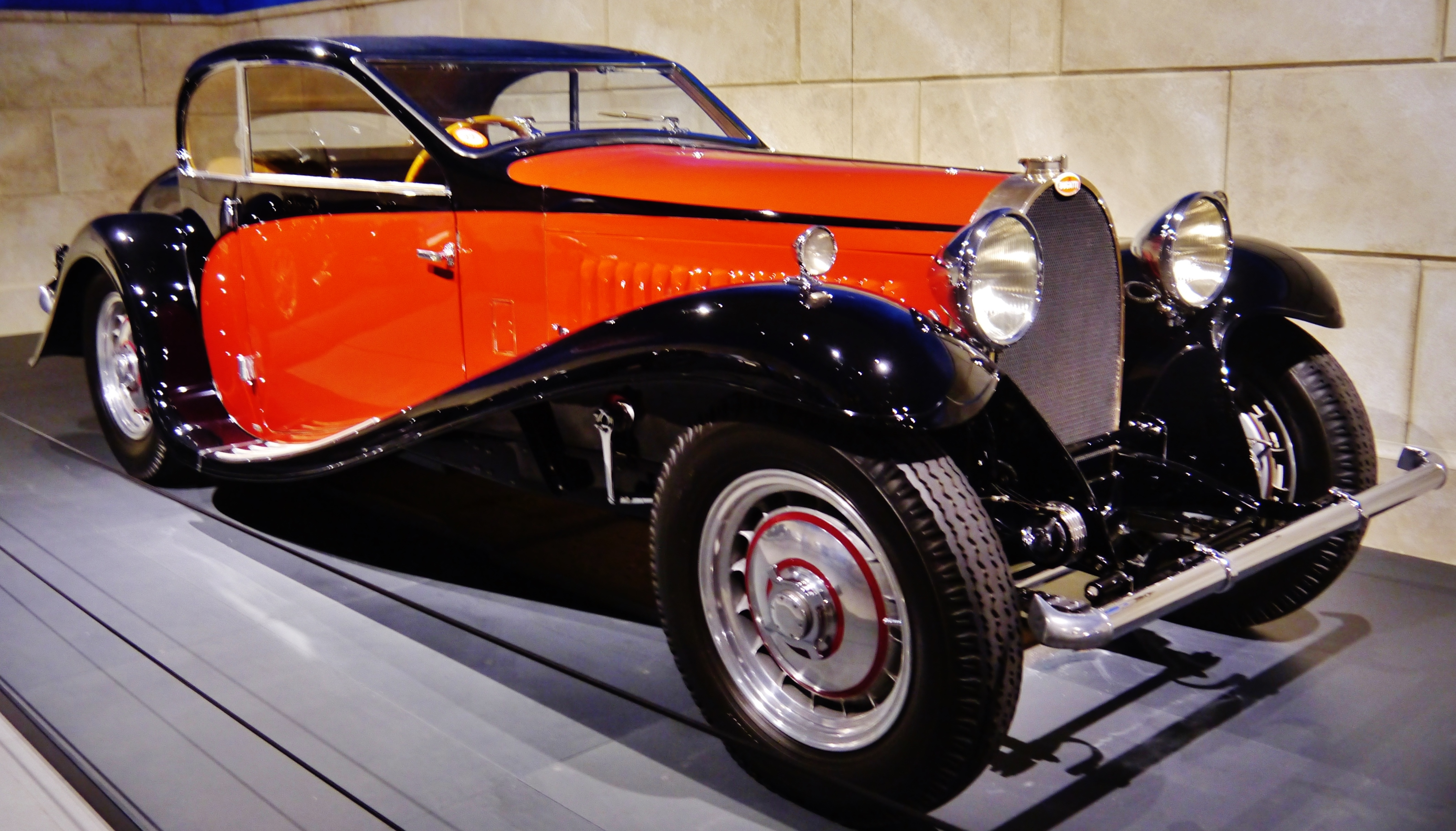

Cette Type 50 est créée à partir des Bugatti Type 46 précédentes de 1929, dont elle reprend de nombreux éléments de châssis et de carrosseries, avec moteur de 5 Litres de cylindrée de 225 ch à 4 000 tr/min pour une vitesse de pointe de 180 à 200 km/h.
Elle est carrossée par de multiples formes de carrosseries Bugatti (torpédo, coach, roadster, coupé, cabriolet, berline, tourer) dont certaines dessinées par Jean Bugatti, ou par des carrosseries de carrossiers indépendants.

### Type 50A
Version originale avec empattement de châssis court de 3 100 mm, et moteur à compresseur de 225 ch pour 200 km/h de vitesse de pointe.

### Type 50T Tourisme
Version tourisme (Touring) avec châssis rallongé de 3 505 mm et moteur sans compresseur de 200 ch.

### Type 50S Sport
Version sport avec empattement de châssis court de 3 100 mm, et moteur à compresseur de 270 ch.

### Type 50B Grand Prix
Des versions Type 50B de Grand Prix automobile sont conçus en parallèle du palmarès victorieux des Bugatti Type 51, avec des puissances de moteurs de 275 à 470 ch. Ces modèles Type 50B sont contraints d'abandonner aux Mille Miglia 1931, 24 Heures du Mans 1931, 1933, 1934, 1935, à cause en particulier d’éclatement de pneus inadaptés à la puissance des moteurs.

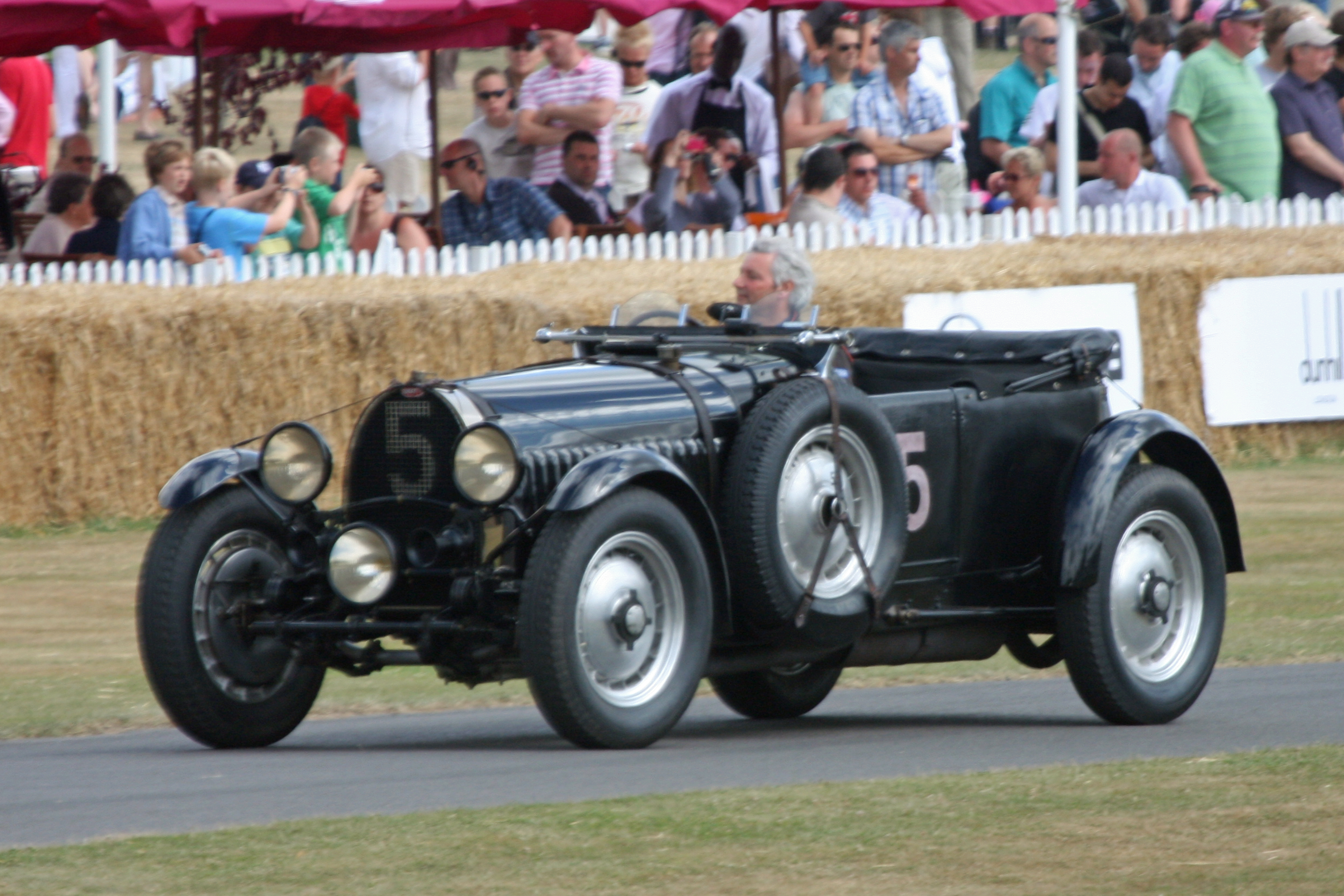
Bugatti Type 50S n°5 des 24 Heures du Mans 1931
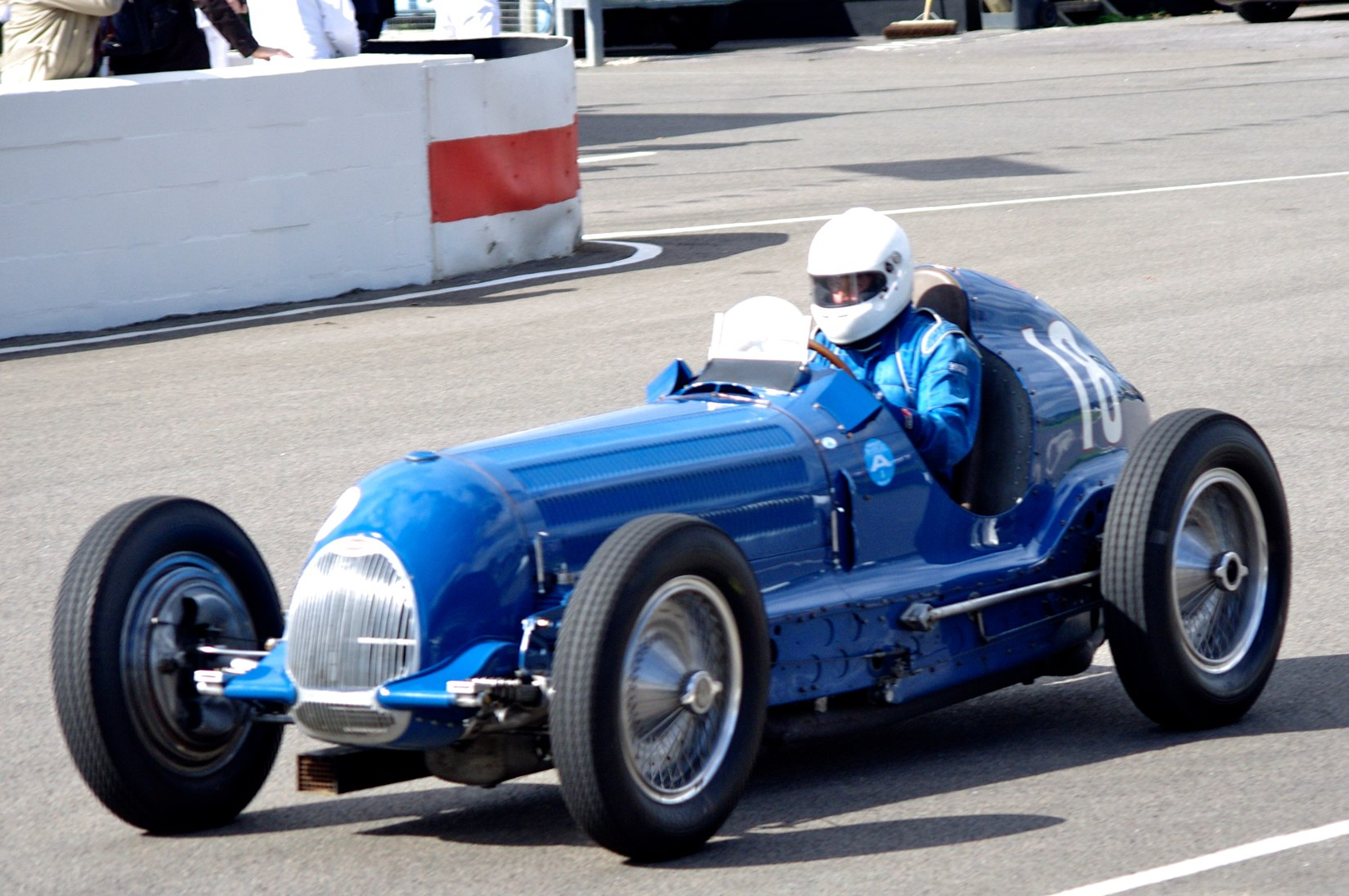
Bugatti Type 59/50B (1938)
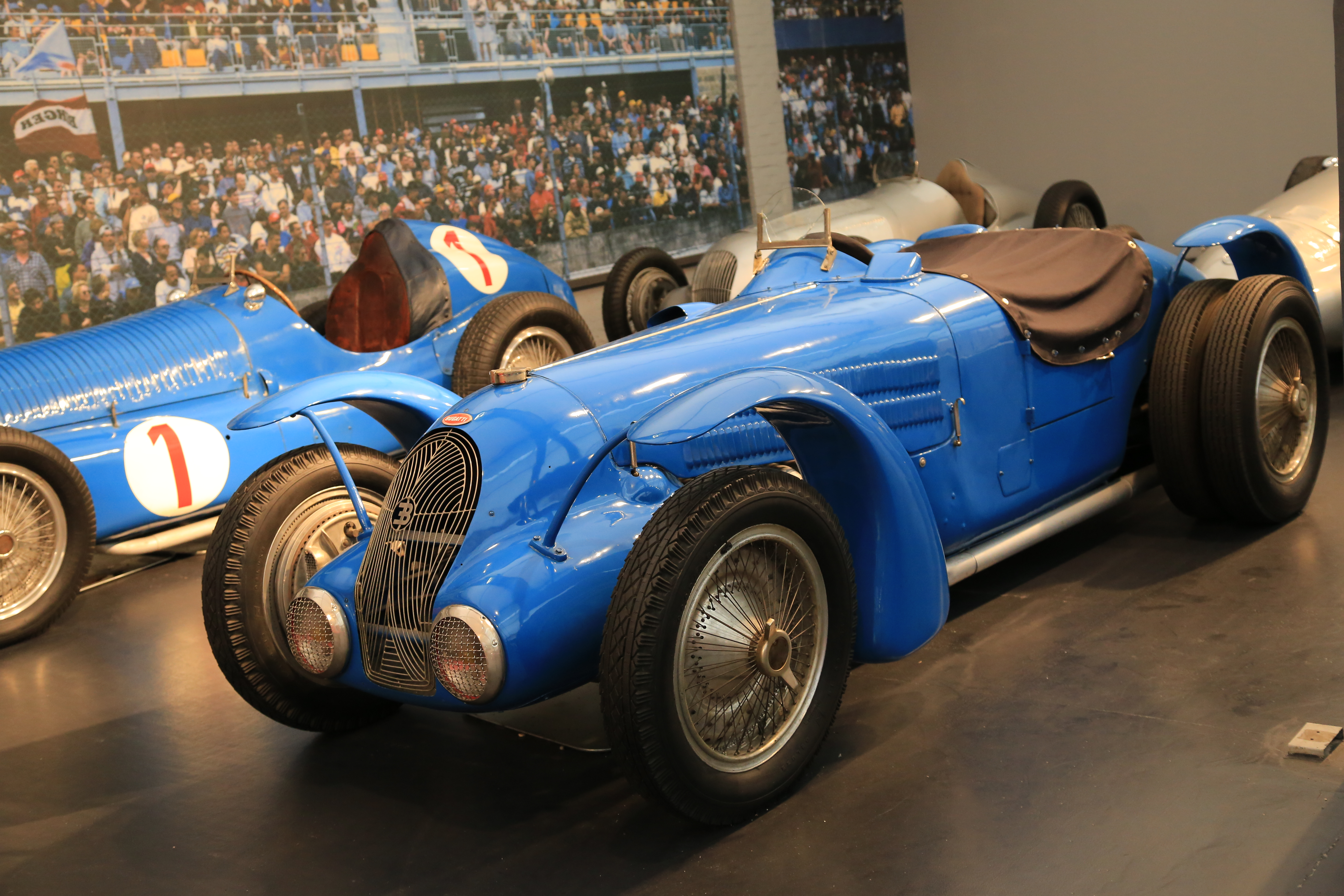
Bugatti Type 59/50B (1938)
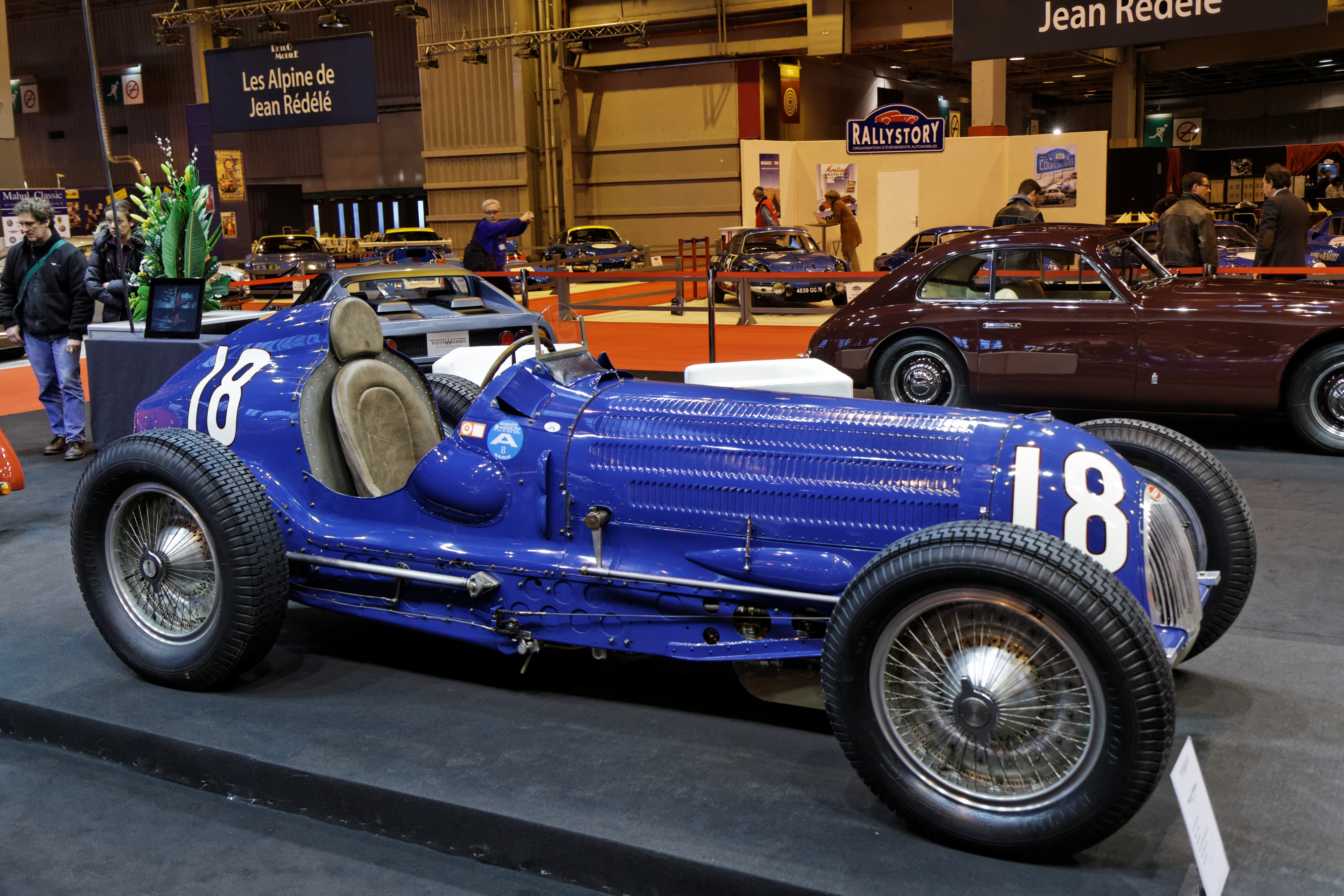
Bugatti Type 59/50B (1938)

Des moteurs 50B de 5 L motorisent avec succès des Bugatti Type 53 (1931), 54 (1932), 59/50B (1933), et 57G (1936) de Grand Prix automobile, ainsi que l'avion expérimental Bugatti-De Monge 100P de 1938 (avec 2 moteurs 50B de 2 x 450 ch).